# FN:s fredsbevarande styrkor i Kongo

Släpspänne för ONUC från 1962 och framåt.

FN:s fredsbevarande styrkor i Kongo (franska: Opération des Nations Unies au Congo, förkortat till ONUC), var en fredsbevarande styrka från Förenta nationerna utplacerad i Republiken Kongo 1960 i respons till Kongokrisen.

## Operationer

### Utplacering
Förenta nationerna angav fyra mål för operationen: för det första att upprätthålla lag och ordning, för det andra att hålla andra nationer utanför krisen, för det tredje att hjälpa till att bygga upp landets ekonomi och för det fjärde för att återställa stabiliteten i landet. En fredsbevarande styrka landade i Kongo 48 timmar efter resolutionen samt civila experter vars uppdrag var att hålla landets infrastruktur fungerande.

### Operation Rumpunch
Den 28 augusti 1961 inleddes operationen att avväpna Katangas trupper, erövra strategiska mål i Katanga och arrestera alla utländska legosoldater som hade utgjort kärnan i Katangas gendarmeri. Operationen började som en framgång men stoppades efter att Belgiens konsul i Elisabethville övertalat den lokala FN-ledningen att han kunde uppnå operationens mål med övertalning. Detta ledde till att endast de belgiska officerare som tjänstgjort i gendarmeriet lämnade landet.

### Operation Morthor
Påbörjades den 13 september 1961 och var ett andra försök att arrestera de utländska legosoldaterna.

### Operation Unokat
Påbörjades den 5 december 1961 och avslutas den 18 december efter att Moise Tshombe gått med på förhandlingar. Detta innefattade till dags dato, september 2011, det enda skarpa svenska brigadanfallet som skett i modern tid. Anfallet utgjordes av två brigader, där den svenska och irländska kontignenten som var stationerade i Elisabethville ingick i den andra brigaden. Den 16 december inleddes anfallet, operation Unokat som syftade att dels bryta vägspärrarna som upprättades av Tshombes gendarmeri i slutet av november 1961, men samtidigt "avsluta" Tshombes motstånd mot FN. De svenska enheterna hade gendarmerilägret "Camp Massart" som anfallsmål. Anfallet inleddes 03:00 16 december lokal tid och utgjordes av två svenska skyttekompanier, från Kongobataljon 12 respektive 14. Skyttekompaniet från bataljon 14 hade anlänt i Kongo bara dagarna innan. Under striderna som pågick under Unokat skadades 17 svenska soldater, samt tre avled. Dessa var Bruno Hallström (3/12 1961), Sven-Ingvar Nilsson (9/12 1961) samt Lars Öhrberg (16/12 1961).

### Operation Grand Slam
Pågick från december 1962 till januari 1963 och där man slutligen besegrade Katangas trupper. Detta blir slutet för Katanga som självständig stat.

## Nationell involvering och FN:s befälhavare
Den 16 juli 1960 vände sig FN:s generalsekreterare Dag Hammarskjöld till Sverige och begärde att en svensk styrka skulle ställas till FN:s förfogande. Styrkan hämtades från den pågående FN-insatsen i Gaza och organiserades av Södermanlands regemente (I 10). Med endast ett par dagars varsel började förflyttningen. De första svenska FN-soldaterna som anlände till Kongo placerades i Leopoldville. Den första svenska bataljonen som skickades ner till Kongo saknade i princip all tung utrustning som en svensk infanteribataljon vanligtvis var utrustad med till exempel granatkastare och granatgevär.

### Svenska försvarsmakten

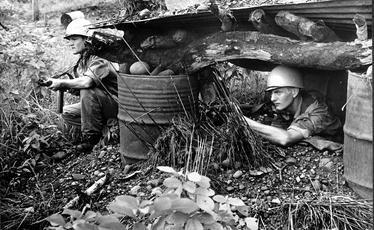
Svenska kulsprutepistolbeväpnade FN-soldater vid en av infartsvägarna till Niemba i november 1961.

Sverige hade en aktiv roll i FN-styrkorna under krisen. När Dag Hammarskjöld etablerade FN-uppdraget ONUC delade han upp det i två delar: en militär och en civil. Den svenske generalmajoren Carl von Horn blev befälhavare för den militära delen och den svenske diplomaten Sture Linnér ansvarade för den civila. Båda var föremål för amerikanen Ralph Bunche som utsågs till chef för hela verksamheten.

#### Armén

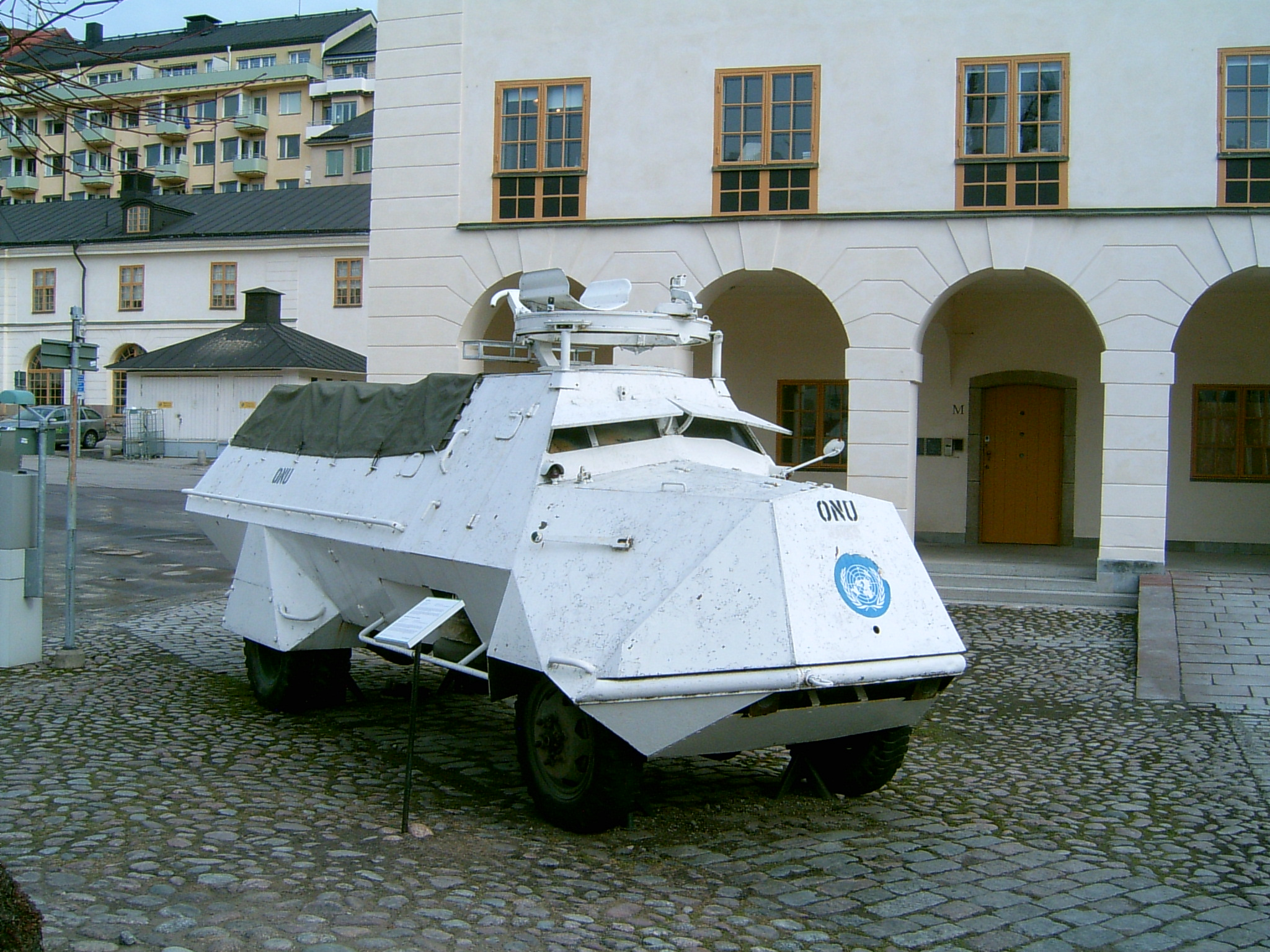
En svensk Terrängbil m/42 KP, vitmålad som de som användes i Kongo.

Mellan 1960 och 1964 skickade den svenska armén nio bataljoner till Kongo.
Sammanlagt tjänstgjorde 6 332 svenskar i Kongo. Tolv svenskar belönades med medaljer för sina insatser, medan 19 man stupade.
Förbandskoderna nedan förekom och förekommer också med romerska siffror samt tilläggsbokstaven.

#### Svenska ONUC-bataljoner 1960–1964

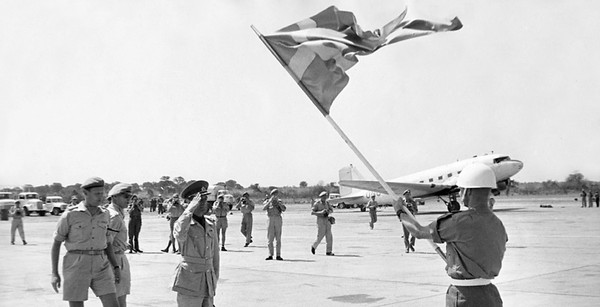
Generalmajor Curt Göransson saluterar den svenska flaggan vid sin ankomst till Élisabethville, Kongo och de svenska FN-trupperna. Till vänster står överste Jonas Waern och överste Olaf Egge (med mörka glasögon).

Information om de svenska bataljonernas utplaceringar i Kongo är följande:
| Förbandskod | Styrka | Befälhavare             | Tjänstgöringstid           |
| ----------- | ------ | ----------------------- | -------------------------- |
| VIII G      | 660    | Öv. Bernt Juhlin        | Maj 1960 – november 1960   |
| X K         | 533    | Öv. Anders Kjellgren    | November 1960 – juni 1961  |
| XI G        | 603    | Öv. Gösta Frykman       | April 1961 – november 1961 |
| XII K       | 567    | Öv. Jonas Wærn          | Juni 1961 – december 1961  |
| XIV K       | 653    | Öv. Jonas Wærn          | December 1961 – maj 1962   |
| XVI K       | 662    | Öv. Sten-Eggert Nauclér | Maj 1962 – oktober 1962    |
| XVIII K     | 698    | Öv. Nils-Olof Hederén   | Oktober 1962 – april 1963  |
| XX K        | 528    | Öv. Nils-Olof Hederén   | April 1963 – december 1963 |
| XXII K      | 303    | Övlt. Vollrath Tham     | December 1963 – maj 1964   |

Den första svenska FN-bataljonen i Sinai 1956 fick namnet Bataljon 1.

### Irländska armén
Irland bidrog med sammanlagt 6 000 man från 1960 till 1964. Totalt stupade 26 irländare i Kongo.

### Etiopien
Fyrahundrasextio av de 3 500 FN-soldater som anlände den 20 juli 1960 var från Etiopien. Denna grupp av soldater bildade Tekil- (eller "Tekel") brigaden som var stationerad i Stanleyville. Under operationens gång tränades cirka 3 000 soldater ur elittruppen Kebur Zabagna (kejserliga livvakter)—ungefär en tiondel av den etiopiska arméns styrka vid den tiden—av kejsare Haile Selassie tillsammans med en flygvapenskvadron. Den etiopiska 3:e brigaden utmärktes för att ha tillhandahållit avgörande artilleristöd under FN:s belägring av Kibushi i slutet av 1962 och början av 1963.

### Befälhavare för ONUC
- Generalmajor Carl von Horn, Sverige, juli 1960 – december 1960 (överförd från UNTSO)
- Generallöjtnant Sean MacEoin, Irland, januari 1961 – mars 1962[4]
- Generallöjtnant Kebbede Guebre, Etiopien, april 1962 – juli 1963
- Generalmajor Christian Roy Kaldager, Norge, augusti 1963 – december 1963
- Generalmajor Johnson Aguiyi-Ironsi, Nigeria, januari 1964 – juni 1964